# Erlenbach, Baden-Württemberg
Erlenbach är en kommun och ort i Landkreis Heilbronn i regionen Heilbronn-Franken i Regierungsbezirk Stuttgart i förbundslandet Baden-Württemberg i Tyskland.
Kommunen ingår i kommunalförbundet Neckarsulml tillsammans med staden Neckarsulm och kommunen Untereisesheim.